# George Fleetwood (padre)
George Fleetwood, DD foi o arquidiácono de Totnes em 1713.
Ele casou-se com Dorothy, filha de Sir George Farewell.